# BBC Radio 5 (1990—1994)
BBC Radio 5 — британская радиосеть BBC, существовавшая в 1990—1994 году и транслировавшая детские, образовательные и спортивные программы.

## История
BBC Radio 5 использовало средневолновые частоты, которые ранее использовались для трансляции передач BBC Radio 2 с 23 ноября 1978 года по 14 августа 1990 года. Консервативное правительство тех времён придерживалось позиции, что BBC нужно прекратить давнюю практику одновременного вещания на частотах AM и FM. В случае принятия этих условий, ряд транслировавшихся только на одной из частот программ остались бы без дома.
Станция официально открылась в 9 часов утра 27 августа 1990 года, когда пятилетний мальчик Эндрю Келли произнес следующие слова:
Привет, доброе утро и добро пожаловать на Radio 5.
До этого на частотах новой станции транслировалась длинная последовательность программных трейлов, связанных Джоном Бриггсом (одним из организаторов запуска станции), а также заранее записанные скетчи комиков Тревора Нила и Саймона Хиксона. Официальной первой программой стала заранее записанная Take Five, которую вёл Бруно Брукс.
В 2002 году приглашённый профессор News International в области вещания Дженни Абрамски в Эксетер-колледже Оксфордского университета оценила радиостанцию следующим образом:
«Спортивные передачи Radio 2 на средних волнах, все школьные программы и программы непрерывного образования на Radio 4 FM, программы Open University на Radio 3 и 4 FM и программы для детей и молодежи на Radio 4 и некоторые материалы Мировой службы. Это была сеть, не ориентированная на аудиторию, порожденная целесообразностью».
Радиостанция работала ежедневно с 6 часов утра до полуночи, хотя изначально, помимо спортивного освещения, оригинальные программы были ограничены ключевым временем дня — завтраком, в середине утра и в будние дни, драйверами и программами для молодежи в вечернее время. Остаток дня был заполнен одновременными передачами других станций BBC, также были слышны трансляции программ Всемирной службы BBC, выходившие ежедневно по несколько часов, включая послеобеденное время в будние дни и вечера в выходные. Однако станция постепенно расширяла свое первоначальное программирование: осенью 1991 года началась одновременная трансляция передач и предварительно записанных программ других радиостанций BBC, хотя дневной блок World Service оставался до лета 1992 г.
Новая сеть действительно позволила BBC значительно расширить спортивное освещение, особенно в последующие годы. Например, во время Олимпийских игр 1992 года в Барселоне сеть полностью посвятила этому событию а в летние месяцы спортивные передачи транслировались ежедневно во второй половине суток.
С 16 января 1990 года FM-частоты Radio 4 использовались для обеспечения новостными материалами об американо-иракской войны силами новостной службы 'Radio 4 News FM', также известной как 'Шквал FM' (англ. Scud FM) . Несмотря на недовольство слушателей BBC Radio 4, станция в основном получила похвалу за качество программ и оперативность. После окончания боевых действий Radio 4 вернулось к своему обычному графику, но BBC начало рассматривать возможность создания новостной радиостанции. В 1992 году корпорация организовала на длинных волнах аналогичную временную новостную службу, приуроченную к парламентским выборам. Из-за сопротивления любому использованию частот Radio 4 на FM и LW частотах, было решено перезапустить критикуемое генеральным директором BBC Джоном Биртом за «импровизированность и несвязность» Radio 5 как объединённый новостной и спортивный радиоканал.

### Закрытие
«Старое» Radio 5 закончилось в полночь в воскресенье 27 марта 1994 года, эфир окончил вышедший после сетевого ирландского музыкального журнала «Across the Line» предварительно записанный скетч Найджела и Эрла общий новостной бюллетень «BBC Radio News и Sport». Десять минут спустя частоты были закрыты на ночь, а новое BBC Radio 5 Live начало свою круглосуточную работу в 5 часов утра в понедельник 28 марта 1994 года.

### Программы

#### Еженедельные
- Morning Edition (с Сарой Уорд, Джоном Бриггс, Дэнни Бейкером и Мишель Стивенс)
- This Family Business и The AM Alternative (с Джонни Уолкер)
- The Health Show (с Анджелой Риппон)
- Sound Advice (с Гайем Мишельмором, Дэйр Бреан и Лиз Барклай)
- The Crunch (с Лиз Кершо)
- BFBS Worldwide
- Sportsbeat (с Россом Кингом и Томми Бойдом)
- A Game of Two Halves (с Джоном Инвердейлом, Фрэнсис Эдмондс, Кэрон Киттинг и Марком Кермодом)
- Five Aside (с Сью Макгарри и Джулианом Воррикером)
- John Inverdale’s Drive-in

#### Уик-эндные
- On Your Marks (с Марком Карри)
- Get Set (со Стивом Джонсоном)
- Go! (с Россом Кингом и Гартом Круксом)
- Sportscall (с Домиником Даймондом)
- Sunday Edition (с Барри Джонстоном)
- Simon Fanshawe’s Sunday Brunch

#### Вечерние
- Hit the North (с Марком Рэдклифом и Марком Райли)
- Fabulous (с Марком Ламарром/Джонни Воганом)
- Fantasy Football League (с Домиником Даймондом)
- Room 101, позже ставший телесериалом
- 6-0-6 (с Дэнни Бейкером/Дэвидом Меллором)
- Formula Five
- They Think It's All Over (с Десом Линамом)
- Cult Radio (с Марком Райли)
- Le Top, переводная версия хит-парада на Europe 1.
- Across the Line, спродюсировано BBC Northern Ireland
- The Mark Steel Solution (только первые серии)
- Rave (с Робом Брайдоном)

### Presenters
- Мирандой Рэй